# 正しいコドモの作り方!
『正しいコドモの作り方!』（ただしいコドモのつくりかた）は、原作：もりた毬太、作画：黒田高祥による日本の漫画作品。『週刊少年サンデー』（小学館）2012年21・22合併号から2013年42号まで連載された。
単行本は全7巻。2013年から2014年にかけ、電子書籍化もされている。

## あらすじ
田中 悠は、どこにでもいるような冴えない男子高校生。幼馴染でクラスメートの高嶺 今日子に想いを寄せているものの、可愛くスポーツ万能でクラスの人気者の彼女には釣り合わないと、気持ちを燻らせていた。
そんなある日、突然現れた辰未 来人から、悠は自分の遺伝子が未来の人類を滅ぼすと知らされる。来人は人類滅亡を防ぐため、未来から送り込まれたエージェントだった。来人によると、悠が持つ遺伝子を無効化できるのは今日子だけだと言う。すなわち2人が結ばれれば、人類滅亡は回避されるのだ。こうして悠は人類を滅亡から救うため、他の女の子からの誘惑に耐えつつ今日子へのアプローチを始めるが、未来から送り込まれたエージェントは来人だけではなかった。

## 登場キャラクター

### 主要キャラクター
田中 悠（たなか ゆう）
主人公。平凡で冴えない性格の高校1年生。「変異原遺伝子」と呼ばれる、ある種のウィルスに突然変異を促す特殊な遺伝子の持ち主。その遺伝子を受け継いだ子孫が人類に滅亡をもたらす「死のウィルス」を生み出したため、「変異原遺伝子」の原点として未来世界のエージェントから狙われる身となる。最終回で今日子と相思相愛となり結婚し、来人と明日香の父親となった。
高嶺 今日子（たかね きょうこ）
ヒロイン。隣家に住む悠の幼馴染で、快活かつスポーツ万能の美少女。悠の「変異原遺伝子」を子孫に遺伝させない能力を持つ、世界唯一の存在でもある。最終回で悠と相思相愛となり結婚し、来人と明日香の母親となった。
辰未 来人（たつみ らいと）
もう1人の主人公。「死のウィルス」により人類滅亡の脅威に晒されている未来から現代に来た、タイムトラベラー。人類滅亡を防ぐため、「変異原遺伝子」の抹消を目的としている。基本的には悠と今日子が結ばれることを望んでおり、悠に協力的だが、それが叶わなかった場合は最後の手段として悠を抹殺することも使命に含まれている。最終回で悠が今日子を結婚相手に選んだために歴史が変わり消滅し、25歳になった悠と今日子の間に産まれた。
一ノ瀬 こよみ（いちのせ こよみ）
もう一人のヒロインで、悠と今日子の幼馴染。小学校2年生のとき、父親の仕事の都合で引っ越す。
来人がいた未来世界では、大学生のときに再会し、後に悠と結婚することになっていたが、来人が現代に来たことで、悠の今日子に対する想いを強くしたことにより、結婚していない。
なお、もし悠とこよみが結婚して子供ができていた場合は、その子供が死のウイルスを広げることになっていた。

### 敵対勢力（アシュヴィン）
徳井 アスカ（とくい アスカ）
悠と今日子の娘。
久遠寺（くおんじ）

時任 さゆり（ときとう さゆり）

運び屋（トランスポーター）

### その他
土田（つちだ）

手島（てしま）

春野 ユカリ（はるの ユカリ）
（初登場は40話）悠の一つ上の先輩。おっちょこちょいな性格で、カラオケ店で初めて悠と出会ったとき、持っていた飲み物をふっかけてしまった。その後（敵対勢力の精神操作の影響もあってか）恋愛感覚に疎い今日子の気を引くため、彼女のフリをすることになる。

## 単行本
1. 2012年11月16日発売 ISBN 9784091240170[2]
2. 2013年2月18日発売 ISBN 9784091241849[3]
3. 2013年3月18日発売 ISBN 9784091242518[4]
4. 2013年6月18日発売 ISBN 9784091243157[5]
5. 2013年9月18日発売 ISBN 9784091243607[6]
6. 2013年10月18日発売 ISBN 9784091244802[7]
7. 2013年11月18日発売 ISBN 9784091244918[8]